# Поникве (Толмин)
Поникве (словен. Ponikve, итал. Paniqua) је насељено место у општини Толмин, Горишка регија, Словенија.

## Историја
До територијалне реорганизације у Словенији биле су у саставу старе општине Толмин.

## Становништво
У попису становништва из 2011. године, Поникве су имале 179 становника.
| Број становника према пописима | Број становника према пописима | Број становника према пописима |
| ------------------------------ | ------------------------------ | ------------------------------ |
| 1991                           | 2002                           | 2011                           |
| 219                            | 203                            | 179                            |

## Галерија
- центар села
- улица
- детаљ
- панорама
- пејзаж
- сеоско гробље
- ливаде
- путоказ